# クロッシング (建築)

大聖堂の平面設計図。着色部分がクロッシング

クロッシングとは、西ヨーロッパの大聖堂建築において、十字形教会堂の４つの腕が交差する部分をいう。
典型的な教会建築、特にロマネスク建築やゴシック建築では、クロッシングは西に身廊、南北に翼廊、東に内陣を接する。
クロッシングの上部には、塔やドームが載っている場合がある。
クロッシングは四方が開口部になっているので、塔やドームの重さは四隅に大きくかかることになり、建築物をしっかりとしたものにするためには高い技術を要した。何世紀か前まで、クロッシングの上の塔がそのあまりに高さのため崩壊することも珍しくなかった。
越し屋根と呼ばれる塔には、外部の光を取り込んでクロッシングを照らす開口部がある。
中世前期の教会では、クロッシングの正方形がしばしばモジュールもしくは測量の1ユニットとされた。
身廊や翼廊は、クロッシングの方形を何倍かした長さになる。
これにより教会の釣り合いをきちんととることができた。

## ギャラリー

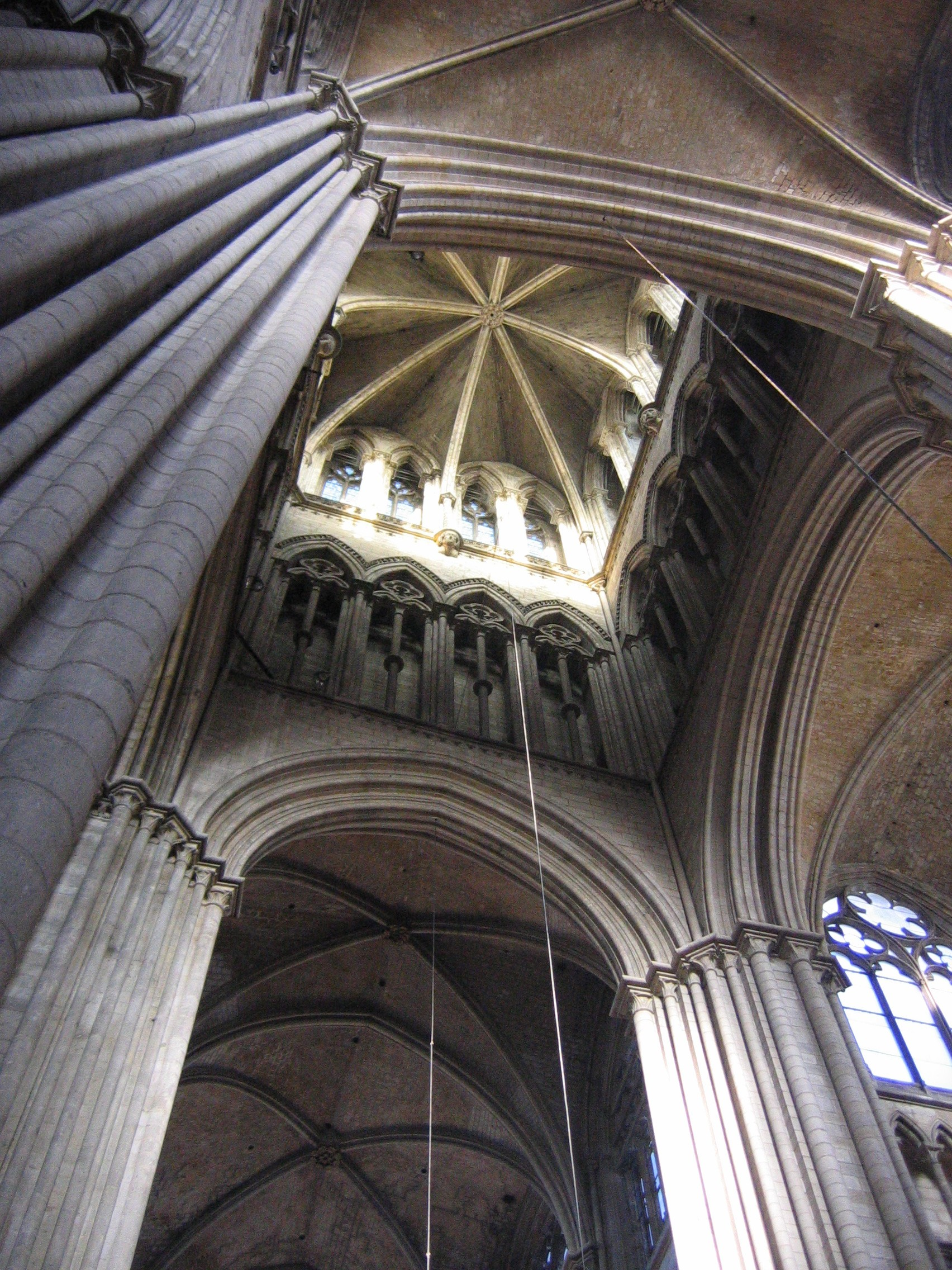
クロッシングと明かり取りの塔、ルーアン大聖堂
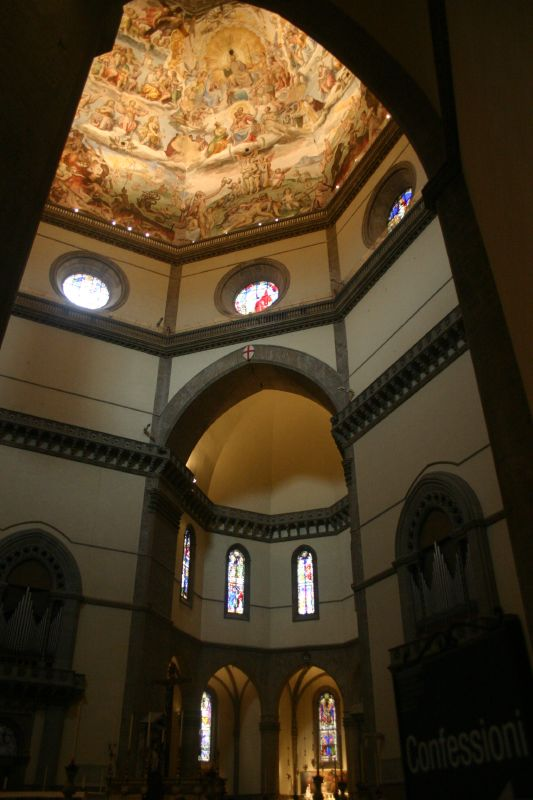
ドームを載せたクロッシング、フィレンツェの サンタ・マリア・デル・フィオーレ大聖堂
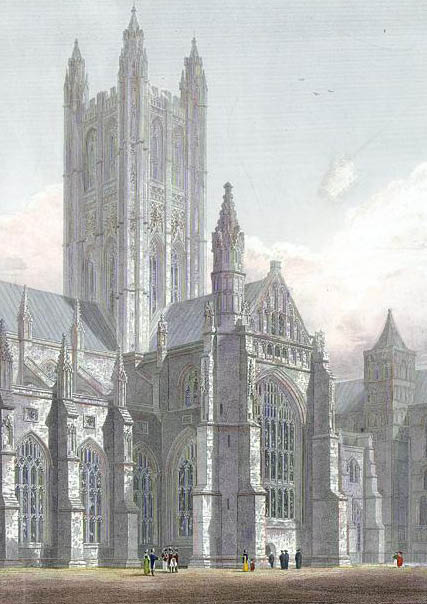
クロッシングの塔、カンタベリー大聖堂
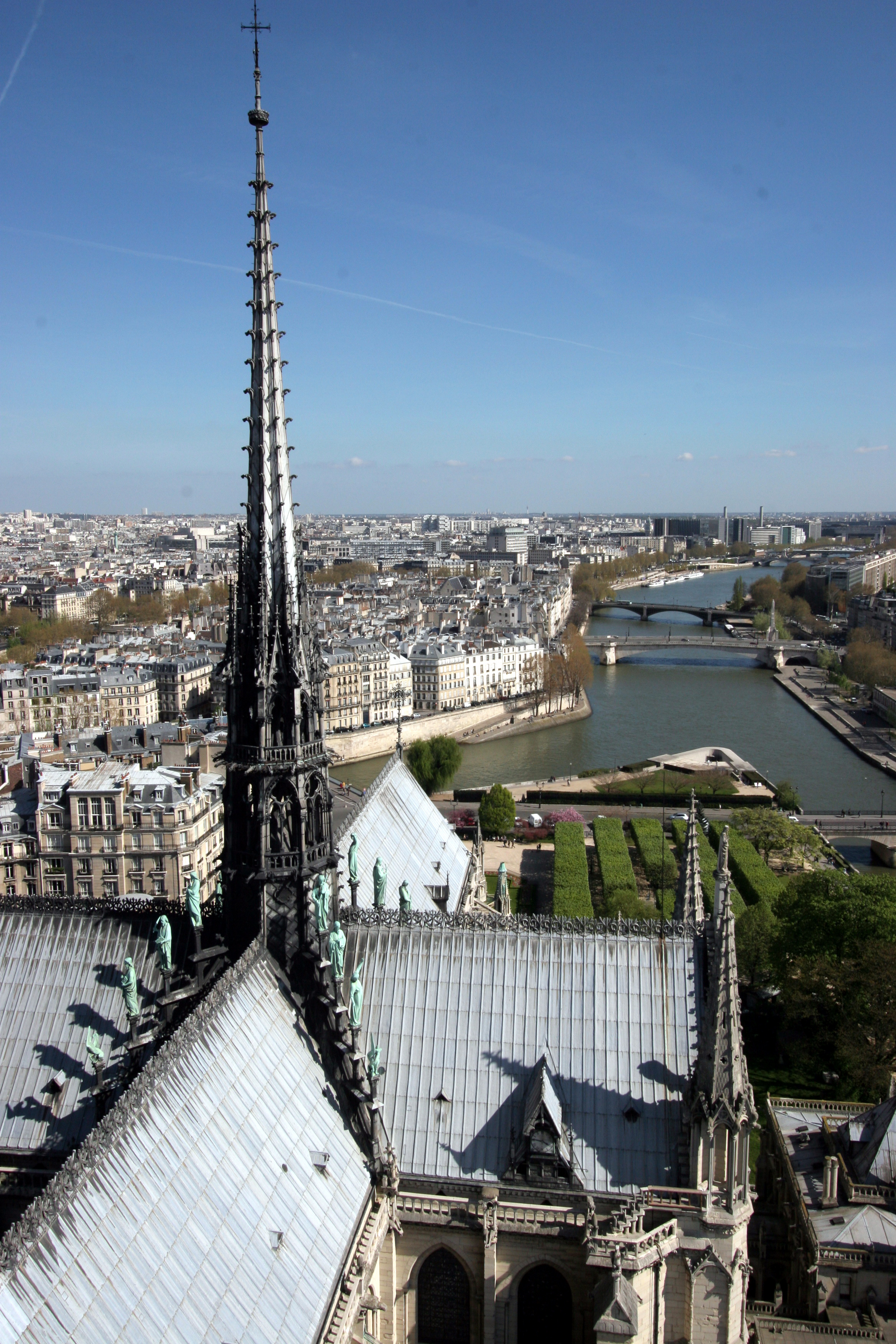
クロッシング上部の尖塔、ノートルダム大聖堂
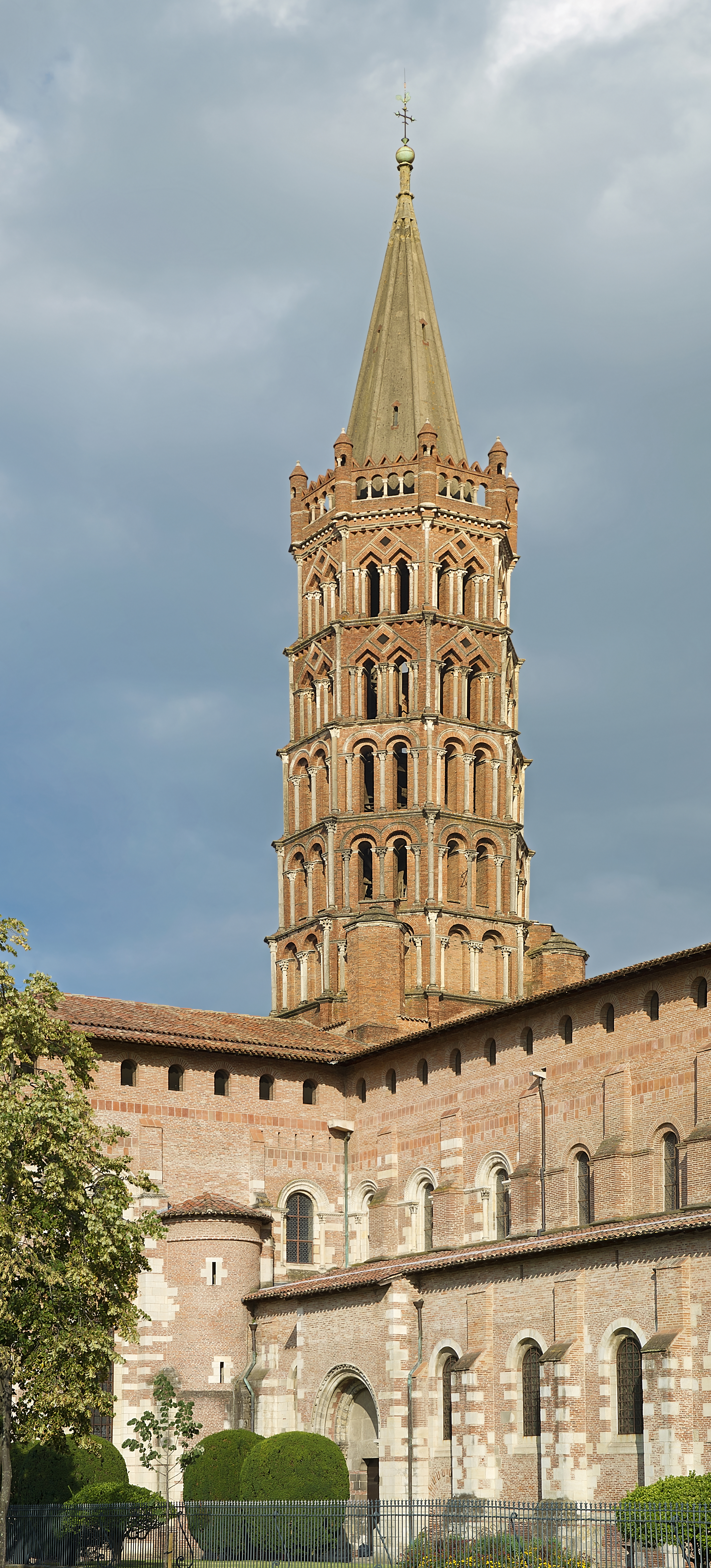
クロッシングの塔、トゥールーズ大聖堂
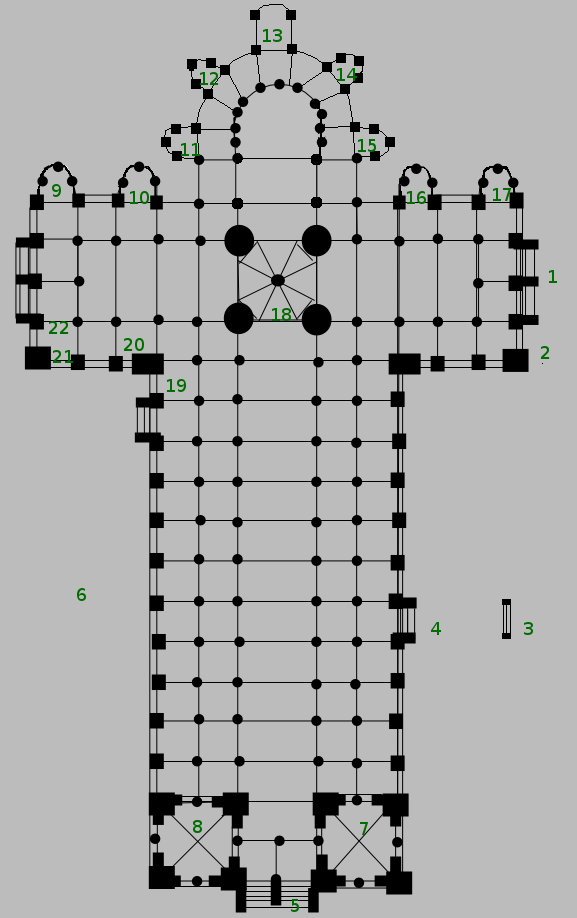
トゥールーズ大聖堂の設計図。大きな角柱が塔を支ている